# 平谷美樹
平谷 美樹（ひらや よしき、1960年1月25日 -）は、日本の小説家。日本SF作家クラブ会員、宇宙作家クラブ会員、日本推理作家協会会員、歴史時代作家クラブ会員、NEO（次世代娯楽騎士団）メンバー。岩手県久慈市出身。大阪芸術大学芸術学部美術学科卒業後、岩手県の公立中学校美術教師となる。2000年に『エンデュミオン エンデュミオン』で作家デビュー。2007年春に中学教師を辞して専業作家となる。現在も岩手県金ケ崎町在住。男性。

## 略歴
- 1999年『エンデュミオン エンデュミオン』で第1回角川春樹小説賞最終候補。
- 2000年『エリ・エリ』で第1回小松左京賞受賞[7][8]。
- 2014年〈風の王国〉シリーズで第3回歴史時代作家クラブ賞（シリーズ賞）受賞[9]。

公募誌『北の文学』で短編小説が受賞した際、選者（編集委員）であった光瀬龍と知遇を得たことから師事する。
デビュー作『エンデュミオン エンデュミオン』の発売日となった2000年6月1日、偶然にも第22回宇宙技術および科学の国際シンポジウム（ISTS2000）へ参加するため盛岡市に来ていた堀晃が本書を購入したことがきっかけでその日に呼び出され、堀や共にいた笹本祐一らと知己を得る。
2010年、小松左京賞および日本SF新人賞出身者の有志集団NEO（Next Entertainment Order; 次世代娯楽騎士団）に参加。
2011年4月から2012年9月まで、FM岩手のラジオ番組『焚き火の時間』（毎週日曜18時）で初代メインパーソナリティを務めた（第1回～第79回）。
岩手県在住の社会人を中心に結成された自主制作映画サークル「オトナ映画部」のメンバーでもあり、主に脚本を担当している。2011年制作の『義経北行』では監督も務めた。
速筆で知られ、専業作家となってからは月産1000枚を超えたこともあるという。
趣味は油彩画など絵を描くこと、フライフィッシング、バンブーロッドビルディング。
仕事としてイラストを描くこともあり、『小松左京マガジン』第14巻（2004年4月）では表紙画を担当。『義経になった男』の新聞連載では毎回の挿絵も平谷自身が描いた。

## 著作

### 〈エリ・エリ〉サーガ
- 『エリ・エリ』（角川春樹事務所、2001年） - 第1回小松左京賞受賞作。
  - 『エリ・エリ』（角川春樹事務所、ハルキ文庫、2005年）
- 『レスレクティオ』（角川春樹事務所、2002年） - 『エリ・エリ』続編。
- 『黄金の門』（角川春樹事務所、2005年） - 『エリ・エリ』前日談。
- 「創世記の筐（ジェネシス・キューブ）」(『SFマガジン』2001年2月号掲載)

### 〈聖天神社怪異縁起〉
- 『呪海 聖天神社怪異縁起』（光文社、カッパ・ノベルス、2002年）
  - 『呪海 聖天神社怪異縁起』（光文社、光文社文庫、2006年）
- 『壺空 聖天神社怪異縁起』（光文社、カッパ・ノベルス、2004年）

### 怪談集
〈百物語〉シリーズは第五夜以降が岡本美月との共著となっている。
- 『百物語 実録怪談集』（角川春樹事務所、ハルキ・ホラー文庫、2002年）
- 『百物語 第二夜 実録怪談集』（角川春樹事務所、ハルキ・ホラー文庫、2003年）
- 『百物語 第三夜 実録怪談集』（角川春樹事務所、ハルキ・ホラー文庫、2004年）
- 『百物語 第四夜 実録怪談集』（角川春樹事務所、ハルキ・ホラー文庫、2005年）
- 『百物語 第五夜 実録怪談集』（角川春樹事務所、ハルキ・ホラー文庫、2006年）
- 『百物語 第六夜 実録怪談集』（角川春樹事務所、ハルキ・ホラー文庫、2007年）
- 『百物語 第七夜 実録怪談集』（角川春樹事務所、ハルキ・ホラー文庫、2008年）
- 『百物語 第八夜 実録怪談集』（角川春樹事務所、ハルキ・ホラー文庫、2009年）
- 『百物語 第九夜 実録怪談集』（角川春樹事務所、ハルキ・ホラー文庫、2010年）
- 『百物語 第十夜 実録怪談集』（角川春樹事務所、ハルキ・ホラー文庫、2011年）
- 『霊は語りかける 実録怪談集』（角川春樹事務所、ハルキ・ホラー文庫、2012年） - 岡本美月との共著。
- 『妖しい怪奇譚 実録怪談集』（角川春樹事務所、ハルキ・ホラー文庫、2013年） - 岡本美月との共著。

- 『怪談倶楽部 廃墟』（竹書房、竹書房文庫、2009年）
- 『怪談倶楽部 怨恨』（竹書房、竹書房文庫、2010年）
- 『怪談倶楽部 幽魂』（竹書房、竹書房文庫、2010年）
- 『黄泉づくし』（竹書房、竹書房文庫、2015年） - 岡本美月との共著。

### 〈歌詠川物語〉
- 『歌詠川物語』（つり人社、2005年） - フライフィッシングをテーマにした小説。収録短編のうち「同行二人」はアンソロジー『ふるさと文学さんぽ 岩手』（大和書房、2012年）にも収録された。
- 『歌詠川物語 II』（つり人社、2008年）

### 〈義経になった男〉
『河北新報』朝刊連載時タイトルの『沙棗（さそう）――義経になった男』を改題。新聞連載時は挿絵も担当。
- 『義経になった男（一）三人の義経』（角川春樹事務所、ハルキ文庫、2011年）
- 『義経になった男（二）壇ノ浦』（角川春樹事務所、ハルキ文庫、2011年）
- 『義経になった男（三）義経北行』（角川春樹事務所、ハルキ文庫、2011年）
- 『義経になった男（四）奥州合戦』（角川春樹事務所、ハルキ文庫、2011年）

のち、モダンバレエとして舞台化された。

### 〈風の王国〉
- 『風の王国 1 落日の渤海』（角川春樹事務所、ハルキ文庫、2012年）
- 『風の王国 2 契丹帝国の野望』（角川春樹事務所、ハルキ文庫、2012年）
- 『風の王国 3 東日流の御霊使』（角川春樹事務所、ハルキ文庫、2012年）
- 『風の王国 4 東日流府の台頭』（角川春樹事務所、ハルキ文庫、2012年）
- 『風の王国 5 渤海滅亡』（角川春樹事務所、ハルキ文庫、2012年）
- 『風の王国 6 隻腕の女帝』（角川春樹事務所、ハルキ文庫、2013年）
- 『風の王国 7 突欲死す』（角川春樹事務所、ハルキ文庫、2013年）
- 『風の王国 8 黄金の仮面』（角川春樹事務所、ハルキ文庫、2013年）
- 『風の王国 9 運命の足音』（角川春樹事務所、ハルキ文庫、2013年）
- 『風の王国 10 草原の風の如く』（角川春樹事務所、ハルキ文庫、2013年）

### 〈採薬使佐平次〉
- 『採薬使佐平次』（角川書店、2013年3月）
- 『将軍の象 採薬使佐平次』（角川書店、2013年10月）
- 『吉祥の誘惑 採薬使佐平次』（角川書店、2013年12月）

文庫版
1. 『採薬使佐平次』（角川書店、角川文庫、2015年10月）
2. 『採薬使佐平次 将軍の象』（角川書店、角川文庫、2016年1月）
3. 『採薬使佐平次 吉祥の誘惑』（角川書店、角川文庫、2016年5月）

### 〈ゴミソの鐵次〉
- 『萩供養 ゴミソの鐵次 調伏覚書』（光文社、光文社時代小説文庫、2012年）
- 『お化け大黒 ゴミソの鐵次 調伏覚書』（光文社、光文社時代小説文庫、2013年）
- 『丑寅の鬼 ゴミソの鐵次 調伏覚書』（光文社、光文社時代小説文庫、2014年）

〈ゴミソの鐵次〉のスピンオフシリーズとして、イタコの百夜（ももよ）を主人公に据えた〈修法師（ずほうし）百夜まじない帖〉がある（電子配信版では〈百夜・百鬼夜行帖〉シリーズとなっている）。
- 『冬の蝶 修法師百夜まじない帖』（小学館、小学館文庫、2013年）
- 『慚愧の赤鬼 修法師百夜まじない帖 巻之二』（小学館、小学館文庫、2014年）
- 『鯉と富士 修法師百夜まじない帖 巻之三』（小学館、小学館文庫、2014年）

### 〈蘭学探偵 岩永淳庵〉
- 『蘭学探偵 岩永淳庵 海坊主と河童』（実業之日本社、実業之日本社文庫、2014年）
- 『蘭学探偵 岩永淳庵 幽霊と若侍』（実業之日本社、実業之日本社文庫、2015年）

### 〈貸し物屋お庸〉
短編「貸し猫探し」（アンソロジー『てのひら猫語り』収録）から発展したシリーズ。
1. 『貸し物屋お庸 江戸娘、店主となる』（白泉社、招き猫文庫、2015年）
2. 『貸し物屋お庸 娘店主、奔走する』（白泉社、招き猫文庫、2015年）
3. 『貸し物屋お庸 娘店主、捕物に出張る』（白泉社、招き猫文庫、2016年1月）
4. 『貸し物屋お庸 娘店主、想いを秘める』（白泉社、招き猫文庫、2016年9月）

### 〈水滸伝〉
- 『水滸伝 1 九紋龍の兄妹』（角川春樹事務所、ハルキ文庫、2015年）
- 『水滸伝 2 百八つの魔星』（角川春樹事務所、ハルキ文庫、2015年）
- 『水滸伝 3 白虎山の攻防』（角川春樹事務所、ハルキ文庫、2015年）

### 〈草紙屋薬楽堂ふしぎ始末〉
1. 『草紙屋薬楽堂ふしぎ始末』大和書房〈だいわ文庫〉、2016年10月。ISBN 978-4-479-30620-7。
2. 『草紙屋薬楽堂ふしぎ始末 絆の煙草入れ』大和書房〈だいわ文庫〉、2017年5月。ISBN 978-4-479-30653-5。
3. 『草紙屋薬楽堂ふしぎ始末 唐紅色の約束』大和書房〈だいわ文庫〉、2017年12月。ISBN 978-4-479-30684-9。
4. 『草紙屋薬楽堂ふしぎ始末 月下狐の舞』大和書房〈だいわ文庫〉、2018年10月。ISBN 978-4-479-30727-3。
5. 『草紙屋薬楽堂ふしぎ始末 名月怪談』大和書房〈だいわ文庫〉、2019年9月。ISBN 978-4-479-30782-2。

### 〈江戸城御掃除之者〉
1. 『江戸城御掃除之者』KADOKAWA〈角川文庫〉、2017年2月。ISBN 978-4-04-105189-4。
2. 『江戸城御掃除之者 地を掃う』KADOKAWA〈角川文庫〉、2017年11月。ISBN 978-4-04-106256-2。
3. 『江戸城御掃除之者 玉を磨く』KADOKAWA〈角川文庫〉、2018年3月。ISBN 978-4-04-106617-1。

### 〈鉄の王〉
1. 『鉄の王 流星の小柄』徳間書店〈徳間文庫〉、2017年4月。ISBN 978-4-19-894225-0。
2. 『鉄の王 伝説の不死者』徳間書店〈徳間文庫〉、2018年9月。ISBN 978-4-19-894394-3。
3. 『鉄の王 唐金の兵団』徳間書店〈徳間文庫〉、2018年12月。ISBN 978-4-19-894422-3。

### 〈よこやり清左衛門仕置帳〉
1. 『よこやり清左衛門仕置帳』KADOKAWA〈角川文庫〉、2019年4月。ISBN 978-4-04-108205-8。
2. 『よこやり清左衛門仕置帳 主殺し』KADOKAWA〈角川文庫〉、2019年10月。ISBN 978-4-04-108818-0。

### その他
- 『エンデュミオン エンデュミオン』（角川春樹事務所、ハルキ・ノベルス、2000年）
- 『運河の果て』（角川春樹事務所、2001年）
- 『ノルンの永い夢』（早川書房、ハヤカワSFシリーズ・Jコレクション、2002年）
- 『君がいる風景』（朝日ソノラマ、ソノラマ文庫、2002年）
- 『約束の地』（角川春樹事務所、2003年）
  - Web連載『平谷美樹ショートショート on Web』で発表した短編が元になっている[17]。
- 『スピリチュアル 働かざるモノ喰うべからず』（メディアファクトリー、MF文庫J、2004年）
- 『時間よ止まれ 平谷美樹ショートショート集』（角川春樹事務所、ハルキ文庫、2005年）
- 『銀の弦』（中央公論新社、2006年）
- 『ヴァンパイア 真紅の鏡像』（角川春樹事務所、2008年）
- 『精霊のクロニクル』（角川春樹事務所、2009年）
- 『ユーディットⅩIII(ドライツェーン)』（東京創元社、ミステリ・フロンティア、2012年）
- 『藪の奥 眠る義経秘宝』（講談社、講談社文庫、2012年）
- 『浄霊特捜ファイル 氾れし冥宮』（竹書房、タソガレ文庫、2013年）
- 『小倫敦の幽霊 居留地同心・凌之介秘帖』（講談社、講談社文庫、2014年）
- 『伊達藩黒脛巾組 独眼竜の忍び』上下巻（KADOKAWA/富士見書房、新時代小説文庫、2014年）
- 『でんでら国』（小学館、2015年）
  - 『でんでら国 上』小学館〈小学館文庫〉、2017年6月。ISBN 978-4-09-406259-5。
  - 『でんでら国 下』小学館〈小学館文庫〉、2017年6月。ISBN 978-4-09-406260-1。
- 『雀と五位鷺推当帖』角川春樹事務所〈ハルキ文庫〉、2017年10月。ISBN 978-4-7584-4124-7。
- 『義経暗殺』双葉社〈双葉文庫〉、2018年2月。ISBN 978-4-575-66873-5。
- 『鍬ケ崎心中』小学館、2018年3月。ISBN 978-4-09-386492-3。
  - 『鍬ケ崎心中 幕末宮古湾海戦異聞』小学館〈小学館文庫〉、2021年5月。ISBN 978-4-09-407021-7。
- 『柳は萌ゆる』実業之日本社、2018年11月。ISBN 978-4-408-53733-7。
- 『口入屋賢之丞、江戸を奔る 幕末梁山泊』光文社〈光文社文庫〉、2019年2月。ISBN 978-4-334-77809-5。
- 『大一揆』KADOKAWA、2020年3月。ISBN 978-4-04-109315-3。

### その他短編
- 「五芒の雪」（『小松左京マガジン』創刊号、2001年1月）
- 「創世記の筐（ジェネシス・キューブ）」（『SFマガジン』2001年2月号）
- 「ゆらぎの海」（『小松左京マガジン』第5巻、2002年1月）
- 「穢レ地」（『小説宝石』2002年2月号）
- 「若き洗礼者の肖像」（『SFマガジン』2003年2月号）
  - 藤原ヨウコウによるビジュアルノベル連載企画「ことのはの海、カタシロノ庭」内。
- 「角と牙」（『異形コレクション25 獣人』、光文社、2003年3月）
- 「すぎたに」（『異形コレクション27 教室』、光文社、2003年9月）
- 「おばあちゃんの約束」（『盛岡学 Vol.1』、荒蝦夷、2005年）
- 「黄色いライスカレー」（『盛岡学 Vol.2』、荒蝦夷、2006年）
  - のちに『12の贈り物 東日本大震災支援岩手県在住作家自選短編集』（道又力 編、荒蝦夷、2011年）にも収録。オトナ映画部により自主制作映画化され、「もりおか映画祭2010」オフシアターコンペディションで審査員特別賞を受賞[18]、テレビ放送もされた[19]。
- 「量子感染」（『異形コレクション36 進化論』、光文社、2006年8月）
  - 日下三蔵 編『日本SF全集』第6巻（出版芸術社）に収録予定。
- 「自己相似荘（フラクタルハウス）」（『異形コレクション38 心霊理論』、光文社、2007年）
  - のちに『虚構機関 年刊日本SF傑作選』（大森望・日下三蔵 編、東京創元社、創元SF文庫、2008年）にも収録。『銀の弦』に登場する「科学警察研究所法科学第5部」の待田部長が主人公。
- 「恐怖の形」（『異形コレクション39 ひとにぎりの異形』、光文社、2007年12月）
- 「黒いエマージェンシーボックス」（『異形コレクション40 未来妖怪』、光文社、2008年7月）
- 「北へ」（『北の文学』、岩手日報社、掲載年月不明[いつ?]）
  - のちに〈義経になった男〉へと発展。
- 「萩供養」（『異形コレクション47 江戸迷宮』、光文社、2011年1月）
  - のちに加筆して『萩供養 ゴミソの鐵次 調伏覚書』内に組み込まれた。
- 「猫」（『異形コレクション48 物語のルミナリエ』、光文社、2011年12月）
- 「貸し猫探し」（『てのひら猫語り 書き下ろし時代小説集』、白泉社、招き猫文庫、2014年）
  - のちに〈貸し物屋お庸〉 シリーズへと発展。
- 「黒脛巾組始末」（『幕末スパイ戦争』、歴史時代作家クラブ 編、徳間書店、徳間文庫、2015年）
  - 『伊達藩黒脛巾組 独眼竜の忍び』に登場した忍者集団・黒脛巾組の末裔を描く。
- 「加奈子」（『あの日から 東日本大震災鎮魂 岩手県出身作家短編集』、道又力 編、岩手日報社、2015年）
  - オトナ映画部の自主制作映画『加奈子（仮） マイホームタウン』のノベライズ。

### 文庫解説
- 機本伸司『彼女の狂詩曲（ラプソディ） 穂瑞沙羅華の課外活動』（角川春樹事務所、ハルキ文庫、2013年）